# Lycophidion multimaculatum
Espèce
Synonymes
- Lycophidion capense multimaculata Boettger, 1888
- Lycophidion capense multimaculatum Boettger, 1888

Lycophidion multimaculatum est une espèce de serpents de la famille des Lamprophiidae. 

## Répartition
Cette espèce se rencontre en République démocratique du Congo, en Angola, dans le nord de la Namibie, en Zambie, en Tanzanie et au Cameroun.

## Publication originale
- Boettger, 1888 : Materialien zur Fauna des unteren Congo. II. Reptilien und Batrachier. Bericht über die Senckenbergische Naturforschende Gesellschaft in Frankfurt am Main, vol. 1888, p. 3-108 (texte intégral).